# Nicrophorus confusus
Nicrophorus confusus (лат.) — вид жуков-мертвоедов из подсемейства могильщиков.

## Замечания по систематике
Таксон был описан Г. Портевином по экземплярам, собранным в «Кульджи» (Тянь-Шань). Позднее вид был кратко переописан Т. И. Щеголевой-Баровской, которая указала
о его находках в Крыму, Закавказье и северо-восточной Турции, позднее указывался для Тянь-Шаня. В работе В. О. Козьминых было (1993) предложено рассматривать таксон как подвид Nicrophorus sepultor. Затем Николаев Г. В., Козьминых В. О. (2002) стали рассматривать таксон в ранге самостоятельного вида.

## Описание
Жуки средних и крупных размеров. Длина тела 14-25 мм. Булава усиков двухцветная — вершинные членики рыжего цвета. Виски выдающиеся, опушены короткими чёрными волосками. Лоб одноцветно чёрный. Переднеспинка без волосков, несколько сердцевидная, сильно расширенная в передней части. Надкрылья чёрного цвета с двумя оранжево-красными перевязями. Эпиплевры желтоватого цвета, светлее окраски перевязей. Чёрное плечевое пятно на надкрыльях полностью пересекает эпиплевры, оставляя на их переднем конце небольшой жёлтый участок.

## Ареал
Горы южного Крыма, Закавказье, Грузия, Армения, Азербайджан?, восточный Казахстан, северо-восточная Турция, северо-западный Китай (Центральный и Восточный Тянь-Шань). Указания для Монголии требуют подтверждения, вероятность обитания вида в Корее крайне мала.

## Биология
Горно-степной вид. Жуки обитают на открытой низко- и среднегорной местности. Предпочитают высоты 800—1500 м над уровнем моря. Чаще встречаются в межгорных котловинах, защищенных от бурных ливневых потоков. Встречается также на каменистых лугах до высоты 3000 м над уровнем моря (Грузия, Триалетский горный хребет).
Жуки являются некрофагами: питаются падалью как на стадии имаго, так и на личиночной стадии.
Встречаются как на мелкой (грызуны, лягушки), так и на крупной падали (собаки). В агроценозах
может попадаться на гниющих пищевых отбросах. Жуки закапывают трупы мелких животных в почву и проявляют развитую заботу о потомстве — личинках, подготавливая для них питательный субстрат. Пик сезонной активности приходится на июнь — начало июля. Жуки наиболее активны в дневные часы.